# Пол Роджърс
Пол Роджърс (на английски: Paul Rodgers) е английски рокмузикант – вокалист, роден през 1949 година.
В края на 1960-те и 1970-те, Роджърс достига статуса на световноизвестна рок звезда като певец на легендарните групи Фрий и Бед Къмпани. През последвалите десетилетия той се отдава на солова кариера, за да се стигне до средата на 2000-те, когато отново, името му е в центъра на медийното внимание поради събирането му с музикантите от Куийн в проекта носещ името Куийн + Пол Роджърс.
Пол Роджърс е поставен на 55-а позиция от списание Ролинг Стоун в списъка им „100 най-велики певци“.
Списание Hit Parader го включва на 9-а позиция в листата си „100 Най-велики метъл вокалисти за всички времена“.

## 60-те години на ХХ век / Фрий
Първоначално Пол Роджърс свири на бас китара в групата The Roadrunners в родния Мидълзбро, където сред другите членове на състава е Мики Муди – бъдещ китарист на Уайтснейк. Премествайки се в Лондон, Роджърс сменя амплоато заставайки зад микрофона. Появата му на „голямата“ британска музикална сцена е през 1968 година с блусарските рокери Фрий, където е вокалист и автор на песните. През 1970 година, групата пуска превърналия се в световна рок класика хит – „All Right Now“, чийто автори са Роджърс и баскитариста Анди Фрейзър. Песента заема първа позиция в класациите на повече от 20 държави по света. „All Right Now“ изиграва възлова роля в представянето на характерния стил на Роджърс, както и в затвърждаване на британската блус рок инвазия от онези години. По онова време, Фрий заедно с Лед Цепелин са сред най-успешните британски явления. Групата издава четири изключително успешни албума.
След разпадането на Фрий в началото на 1970-те, Роджърс формира група с името „Peace“, с която обаче имат само демо записи.

## 70-те / Бед Къмпани
Пол Роджърс основава групата Бед Къмпани заедно с Мик Ралфс – китарист на „Mott the Hoople“. Новата формация изгражда забележителна кариера в периода 1973 – 1982 година, създавайки такива класики като: „Feel Like Makin' Love“, „Can't Get Enough“, „Shooting Star“, „Bad Company“, „Run With The Pack“ и др. Роджърс показва и инструменталния си талант, свирейки на пианото в „Bad Company“ и „Run With The Pack“, както и на китара в „Rock And Roll Fantasy“.
Бед Къмпани издават шест „платинени албума“ до напускането на Роджърс през 1982 година, когато са на върха на славата си.